# Bojkovice
Bojkovice é uma cidade checa localizada na região de Zlín, distrito de Uherské Hradiště.